# Неймовірна Ґвенпул
«Неймовірна Ґвенпул» (англ. The Unbelievable GwenPool; Unbelievable Gwenpool) — серія коміксів у жанрі супергеройського ісекаю з елементами манґи, видана американським видавництвом Marvel Comics. Головною героїнею серії є Ґвен Пул. Сценаристом серії виступив Крістофер Гастінґс, а основними художниками стали Ґуріхіру, японський художній дует. Серія є спінофом історії про Ґвенпул, що вперше з’явилася в одному з випусків Howard the Duck, а також вона є першою сольною серією про неї.

## Історія публікації
Ґвенпул уперше з’явилася на альтернативній обкладинці до Deadpool's Secret Secret Wars, не маючи при цьому жодної сюжетної ролі. Попри це, образ здобув неочікувану популярність серед фанатів. Згодом Marvel випустила односерійний святковий спецвипуск із Ґвенпул, а також включила її як другорядної героїні в історію Howard the Duck під назвою Ms. Poole if You're Nasty. У грудні 2015 року було оголошено про запуск повноцінної серії Unbelievable Gwenpool зі збереженням творчої команди Гастінґса та Ґуріхіру, які працювали над дебютними історіями персонажа. Серія стартувала у червні 2016 року, водночас із випуском #0, що зібрав ранні пригоди Ґвенпул. Комікс публікувався з червня 2016 по квітень 2018 року, охоплюючи 27 випусків (#1–25, спеціальний випуск #0 та два святкові спецвипуски). Випуск #0 містив передісторії персонажки, включно з першим святковим спецвипуском. Після завершення серії було створено пов’язаний вебтун It’s Jeff (з 2021 року), в якому художниками знову виступили Ґуріхіру.

## Оцінки критиків
За даними агрегатора рецензій Comic Book Roundup, середня оцінка серії Unbelievable Gwenpool становить 8 з 10, що свідчить про загалом схвальні відгуки. Оглядачі відзначали сценарну роботу Крістофера Гастінґса, зокрема відсутність надмірного фокусування на походженні персонажа, а також високо оцінювали художнє оформлення від Ґуріхіру.
Видання Kinja’s Observation Deck позитивно відгукнулося про фінальний випуск серії, де Ґвен Пул веде діалог з персонажами за межами коміксової реальності в спробі осмислити свої вчинки. Видання назвало фінал демонстрацією «неймовірної сили коміксів».
Згідно з даними індустрійного видання ICv2, перший випуск Unbelievable Gwenpool став шостим за обсягами продажу у квітні 2016 року, із результатом 100 852 примірники.

## Нагороди
Серія Unbelievable Gwenpool посіла друге місце у премії Gaiman Awards 2018 року за два перших томи коміксу.

## Колекційні видання
- The Unbelievable Gwenpool Vol. 1: Believe It [#0–4] (ISBN 1302901761)
- Unbelievable Gwenpool Vol. 2: Head of M.O.D.O.K. [#5–10] (ISBN 130290177X)
- Unbelievable Gwenpool Vol. 3: Totally In Continuity [#11–15] ISBN 1302905473)
- Unbelievable Gwenpool Vol. 4: Beyond the Fourth Wall [#16–20] (ISBN 1302905481)
- Unbelievable Gwenpool Vol. 5: Lost in the Plot [#21–25] (ISBN 130291040X)

## Інші медіа
- Анімаційний серіал «М. О. Д. О. К.», що транслювався на платформі Hulu, представив організацію Mercenary Organization Dedicated Only to Killing, яка була вперше показана у коміксі The Unbelievable Gwenpool. Головного героя, Модока, озвучив актор Паттон Освальт, який також виступив співсценаристом і виконавчим продюсером серіалу разом із Джорданом Блумом[9].
- У фільмі кіновсесвіту Marvel «Людина-павук: Додому шляху нема» (2021), два основні магічні закляття, пов’язані з Пітером Паркером та Доктором Стренджем — перше, що мало стерти знання світу про те, що Пітер є Людиною-павуком, і друге, що повністю викреслило його існування з пам’яті всіх, — базуються відповідно на сюжетах The Amazing Spider-Man: One Moment in Time та Unbelievable Gwenpool: Believe It. У останньому Ґвен просить Стренджа створити закляття, що стирає її існування з її рідного світу. В оригінальному коміксі Доктор Стрендж також висловлює схвальність щодо того, як його зіграв Бенедикт Камбербетч[10][11].
- У січні 2024 року Патрік О’Кіф, дизайнер постановки мультфільму «Людина-павук: Крізь Всесвіт», підтвердив, що образ Ґвен Стейсі / Жінки-павука з рожевими пасмами волосся базувався на дизайні Ґвен Пул, створеним Ґуріхіру для арки Beyond the Fourth Wall. Крім того, художник Пітер Чан запозичив колірну палітру кімнати Ґвен Стейсі зі шпитального одягу Ґвен Пул із того ж сюжету[12].